# نماینده ولی فقیه
نمایندهٔ ولی فقیه شخصی است که از سوی رهبر جمهوری اسلامی ایران به‌عنوان ناظر یا نماینده به یک نهاد حکومتی، اداره دولتی یا مراکز خاص گمارده می‌شود.
همچنین ولی فقیه در بعضی از شهرهای ایران (مراکز استان‌ها یا شهرهای مهم مثل کاشان) و کلان‌شهرهای مهم دنیا نماینده دارد که بیشتر تبیین مواضع فقیه حاکم و ابلاغ مناسبت‌ها و مسائل دینی - فرهنگی را برعهده دارند.

امام جمعهٔ مرکز استان نمایندهٔ ولی فقیه در همان استان نیز هست. (به غیر از سنندج)
نمایندهٔ ولی فقیه معمولاً از طرف رهبری و مراجع دینی قم و نجف اجازه جمع‌آوری وجوهات شرعی از قبیل خمس و زکات را نیز دارند.
پیرامون (حکم شرعی) اطاعت از نماینده ولی فقیه نیز اینگونه گفته شده است که «اگر دستورات خود را بر اساس قلمرو صلاحیت و اختیاراتی که از طرف ولی فقیه به او واگذار شده است، صادر کرده باشد، مخالفت با آن‌ها جایز نیست.»

## در سپاه
افراد زیر نمایندگی ولی فقیه در سپاه پاسداران انقلاب اسلامی را بر عهده داشته‌اند:
- حسن لاهوتی اشکوری
- فضل‌الله محلاتی
- سید حسن طاهری خرم‌آبادی
- محمدرضا فاکر
- محمود محمدی عراقی
- عبدالله نوری
- محمدعلی موحدی کرمانی
- علی سعیدی شاهرودی
- عبدالله حاجی صادقی